# 馬氏假鰓鱂
馬氏假鰓鱂，為輻鰭魚綱鯉齒目鰕鱂亞目鰕鱂科的其中一種，為熱帶淡水魚，被IUCN列為易危保育類動物，分布於非洲剛果河上游Luapula流域，本魚體延長，身體帶有藍白金屬光澤為底紅色蛇紋，體長可達5.5公分，棲息在沼澤及氾濫區底中層水域，生活習性不明，可作為觀賞魚。

## 擴展閱讀
維基物種上的相關：馬氏假鰓鱂